# Kanton Outreau
Der Kanton Outreau  ist seit 1982 ein französischer Wahlkreis im Arrondissement Boulogne-sur-Mer, im Département Pas-de-Calais und in der Region Hauts-de-France. Sein Hauptort ist Outreau.

## Gemeinden
Der Kanton besteht aus elf Gemeinden mit insgesamt 37.084 Einwohnern (Stand: 1. Januar 2022) auf einer Gesamtfläche von 98,42 km²:
| Gemeinde                | Einwohner 1. Januar 2022 | Fläche km² | Dichte Einw./km² | Code INSEE | Postleitzahl |
| ----------------------- | ------------------------ | ---------- | ---------------- | ---------- | ------------ |
| Condette                | 2.456                    | 16,26      | 151              | 62235      | 62360        |
| Dannes                  | 1.317                    | 10,23      | 129              | 62264      | 62187        |
| Équihen-Plage           | 2.596                    | 3,81       | 681              | 62300      | 62224        |
| Hesdigneul-lès-Boulogne | 835                      | 3,32       | 252              | 62446      | 62360        |
| Hesdin-l’Abbé           | 1.870                    | 7,39       | 253              | 62448      | 62360        |
| Isques                  | 1.141                    | 6,98       | 163              | 62474      | 62360        |
| Nesles                  | 1.081                    | 5,04       | 214              | 62603      | 62152        |
| Neufchâtel-Hardelot     | 3.993                    | 20,85      | 192              | 62604      | 62152        |
| Outreau                 | 13.398                   | 7,09       | 1.890            | 62643      | 62230        |
| Saint-Étienne-au-Mont   | 5.051                    | 14,05      | 360              | 62746      | 62360        |
| Saint-Léonard           | 3.346                    | 3,40       | 984              | 62755      | 62360        |
| Kanton Outreau          | 37.084                   | 98,42      | 377              | 6236       | –            |

Bis zur Neuordnung bestand der Kanton Outreau aus den zwei Gemeinden Équihen-Plage und Outreau. Sein Zuschnitt entsprach einer Fläche von 10,90 km2. 